# Merritt (Colúmbia Britânica)

Merritt (50º114' N, 120º79' O)é uma cidade do Canadá, província de Colúmbia Britânica. Sua área é de 3614.44 km quadrados, e sua altitude, de 595 metros.